# Глубокое синее море 2
«Глубокое синее море 2» (англ. Deep Blue Sea 2) — американский научно-фантастический фильм ужасов 2018 года режиссёра Дэрина Скотта. Это отдельное продолжение фильма 1999 года «Глубокое синее море», в котором снялись Даниэль Савре, Майкл Бич и Роб Майес. В фильме специалист по охране акул нанят для консультации по сверхсекретному проекту с участием генетически улучшенных бычьих акул, финансируемому фармацевтическим миллиардером. Однако высокоинтеллектуальные акулы нападают на своих хозяев и начинают их убивать. Слоган фильма: «Сильнее. Умнее. Смертоноснее».
Фильм был выпущен в формате direct-to-video и на стриминговых сервисах 17 апреля 2018 года. Фильм был раскритикован журналистами за его бессвязность и бюджетность. За ним последовал «Глубокое синее море 3».

## Сюжет
Защитницу акул Мисти Калхун приглашают посетить морскую станцию «Akhelios» миллиардера Карла Дюранта. Она и студенты-нейробиологи Лесли и Даниэль Ким отправляются на станцию Дюранта вместе с Крейгом Бернсом на моторной лодке. Приплыв на место, они встречаются с Дюрантом и с экипажем объекта, в который входят инструкторы акул — Трент Слейтер, Майк Шутелло и Джош Хупер, а также компьютерный техник Аарон Эллрой. В качестве демонстрации Дюрант бросает Аарона в воду, позволяя акулам преследовать его, а в последний момент использует ключ с кнопкой, чтобы отогнать их. Затем Дюрант объясняет, что он генетически изменил разум пяти бычьим акулам, чтобы сделать их умнее, что возмутило Мисти.
Позже группа встречается в лаборатории, где Дюрант объясняет Мисти, что причина, по которой он пригласил её, заключается в том, что альфа-акула Белла действует очень странно, на основании чего Мисти делает вывод, что она беременна. Дюрант смущен этим, так как её беременность не выходила на какие-либо тесты, которые они проводили на ней. Хотя на этот счёт Мисти предполагает, что, в теории, их генетические изменения скрывают это. Дюрант приносит Беллу в лабораторию, и Джош берёт образцы слюны. В этот момент Белла попыталась откусить его руку, но Джош успел убрать её. Между тем, на поверхности другая акула подталкивает моторную лодку в электрический блок управления, что приводит к взрыву и создает аварию на поверхности. Затем акулы начинают затоплять зону, Крейга съедают, а остальные остаются в лаборатории. Затем Мисти понимает, что Белла после того, как её сбросили обратно в бассейн, родила целую стаю акулят.
Майк пытается выплыть на поверхность, хотя одна из акул его испугала; Трент спасает его, и Мисти удается вылечить его. Когда Майк наклоняется над бассейном, чтобы усмехнуться над акулами, одна из них обезглавливает его. В результате отсутствия стабилизации давления. в помещении вода из бассейна выливается, а группа разделяется; Лесли в беспамятстве сбивается с толку, Дюрант и Дэниэл оказываются одни, а Мисти, Трент, Аарон и Джош остаются связанными вместе. Трент рассказывает Мисти, что Дюрант проводит те же эксперименты на себе, используя жидкость, изменяющую генетику, чтобы сделать себя более умным из-за его опасения, что технология однажды захватит мир. После этого Дюран снова объединяется с Мисти и Трентом, и они пробираются к вентиляционной шахте, которая выведет к поверхности.
Аарон и Джош приходят в одну из спален, маленькие акулята находят их и съедают Джоша, а Аарон сбегает на матрасе. Мисти, Трент и Дюрант приходят на вал, Дюрант выталкивает Мисти из комнаты после того, как они пытаются найти других выживших, что испугало Трента. Затем двое достигают поверхности. Тем временем Дэниел находит Лесли за дверью, но акулята напали на неё и съели. Его вскоре обнаружил Аарон, которого также атаковали акулята. Они теряют матрас и пытаются найти выход на поверхность. Тем временем Мисти использует факел, чтобы попасть в комнату через вентиляционную шахту, где она встречается с Аароном, и Дэниэлом. Акулята находят их, и Мисти отвлекает их на себя, пока Аарон и Дэниэл начинают подниматься на поверхность. Вода затапливает всю станцию, когда они поднимаются на поверхность, что позволяет акулятам добраться до Дэниэла и съесть его. Лишь Аарон достигает поверхности. Между тем, Мисти, использует гидрокостюм, всплывает на поверхность и воссоединяется с остальными.
Понимая, что станция «Akhelios» погружается, группа решает спастись на моторной лодке. На Аарона нападает одна из акул, а Дюрант сталкивается с Беллой, и, похоже, пугает её. Однако спустя несколько секунд Белла вскакивает и съедает его, пока Мисти и Трент добираются до моторной лодки, а затем стреляют из своих ракетниц, чтобы убить одну из акул. Затем Аарон прыгает на лодку, объясняя, что он спасся от одной из них. Мисти говорит Тренту, что они не могут позволить акулам сбежать в открытый океан и Трент взрывает станцию, с помощью кнопки самоуничтожения. Мисти, Трент и Аарон спасаются на моторной лодке, не подозревая, что Белла и её детки акулята выжили, и выплывают на свободу в океан.

## В ролях
| Актёр               | Роль                 |
| ------------------- | -------------------- |
| Даниэль Савре       | доктор Мисти Калхоун |
| Роб Майес           | Трент Слейтер        |
| Майкл Бич           | Карл Дюрант          |
|                     |                      |
| Натан Линн          | Аарон Эллрой         |
| Ким Систер          | Лесли Ким            |
| Джереми Джесс Боодо | Даниэль Ким          |
| Даррон Мейер        | Крейг Бернс          |
| Адриан Коллинз      | Майк Шутелло         |
| Кэмерон Робертсон   | Джош Хупер           |

## Производство
В 2008 году Warner Premiere планировала прямое продолжение фильма «Глубокого синего моря», режиссёром которой изначально, должен был стать Джек Перес и фильм должен был выйти в 2009 году. Однако, данный проект не оправдался. Тем не менее, в июне 2017 года было объявлено, что сиквел, будет направлен Дарином Скоттом, который снимался в Кейптауне и Южной Африке. В январе 2018 года Warner Bros. Home Entertainment выпустила трейлер для «Глубокого синего моря 2».

## Релиз
Премьера фильма состоялась на Blu-ray, DVD и в стриминговых сервисах 17 апреля 2018 года, где одни из копий фильма содержат удалённые сцены. Релиз «Глубокого синего моря 2» дебютировал на 8-м месте в Топе 20 продаваемых фильмов за неделю, закончившуюся 21 апреля 2018 года. В то время, как он держался в топе 20 продаваемых фильмов, на второй неделе выпуска (неделя закончилась 28 апреля), «Глубокое синее море 2» упал на десятое место на второй неделе, падение примерно соответствовало «Секретное досье», который на второй неделе убрал семь мест.
«Глубокое синее море 2» также выпустили на той же неделе на VOD. Он дебютировал на 10 месте на диаграмме Microsoft Store VOD за неделю, закончившуюся 23 апреля, сразу после театрального выпуска «Астрал 4: Последний ключ» и сохранил свою позицию на 10 месте. На следующей неделе (за неделю, закончившуюся 30 апреля) только за театральным релизом, Matt Damon starrer «Downsizing». «Глубокое синее море 2» дебютный рейтинг VOD был примерно на одном уровне с дебютом VOD театрального релиза «Винчестер», ' на следующей неделе. «Глубокое синее море 2» был единственным не-театральным релизом, который появлялся в десятке лучших графиков VOD в апреле и мае 2018 года.

### Саундтрек
Саундтрек был выпущен 16 апреля 2018 года, с одной песней под названием "Into The Blue", которая была заглавной темой фильма, исполненной Шоном Мюрреем, который также был композитором саундтрека фильма. Саундтрек был выпущен под лейблом Dragon's Domain Records, и на задней стороне коробки компакт-диска можно прочитать, что "A Limited Edition of 500 Units". Однако эти другие копии все еще можно найти на Amazon.

## Восприятие и сборы
Несмотря на смешанные отзывы первого фильма, продолжение получило негативные отзывы от критиков. Common Sense Media дали этому фильму одну звезду из пяти и заявили, что «Есть насилие и ненормативная лексика». На Rotten Tomatoes рейтинг «свежести» составляет 0 %. Рецензии сайта пишут, что: «Глубокое синее море 2 — это скучный и безвкусный материал, годный только для выпуска на видео».
При бюджете в 9 миллионов долларов, фильм собрал 1,6 миллионов, став кассовым разочарованием.

## Продолжение
22 августа 2019 года было объявлено, что третий фильм изначально будет выпущен студией Netflix, но производством третьего фильма вместо него вновь стала компания Warner Bros. Home Entertainment. Премьера состоялась 28 июля 2020 года в стриминговых сервисах, а на Blu-ray и DVD — 25 августа 2020 года.